# Lod (stad)
Lod (hebreiska: לוֹד; arabiska: اَلْلُدّْ, (al-Ludd); grekiska/latin: Lydda, under bysantinsk tid kallad Diospolis) är en stad i staten Israel. Lod har strax under 70 000 invånare och ligger centralt i landet. Israels stora flygplats, Ben Gurions internationella flygplats (tidigare Lydda flygplats, RAF Lydda, eller Lod flygplats), ligger i staden.
Lod har en stor gammal grekisk ortodox kyrka byggd 1872, flera synagogor och en moské (El-Chod). Cirka 80 procent av invånarna är judar, 18 procent muslimer och 2 procent övriga. Staden har 38 skolor, med cirka 13 000 elever. Lod lever i stort på sin flygplats och industri. Fotbollslaget, Hapoel Bnei Lod, spelar i division 2. Staden har även köpcenter, biografer och annan service.

## Kända invånare
- Sankt Göran
- George Habash (1926–2008), ledare för Folkfronten för Palestinas befrielse.
- Tamer Nafar, rappare
- Salim Tuama, fotbollsspelare
- Georg av Kappadokien, Ariansk biskop, död 361.
- Roni Bar-On, politiker

## Geografi
Staden ligger i ett bergigt område men på en slätt, Lod-slätten, vilken domineras av kalksten. 

## Historia
Fram till 1948 hette staden Lydda. Arkeologiska fynd tyder på att staden grundades 5600–5250 f.Kr. Staden omnämns av Farao Thutmosis III i Karnak 1465 f.Kr. Stadens invånare såldes som slavar efter att romarna intagit staden omkring 43 e.Kr. Khalid ibn al-Walid intog 636 e.Kr. staden, som tillhörde Bysans, och plundrade den. Staden nämns även på flera ställen i Bibeln.
Under fornkristen till och korstågstid var Ludd en betydande stad, som bland annat innehöll sankt Görans gravkyrka. Här hölls 415 e.Kr. ett kyrkomöte.
Enligt FN:s delningsplan 1947 skulle staden tillhöra den arabiska delen av Palestina, men inlemmades efter 1948 års arabisk-israeliska krig i Israel.